# Busiris

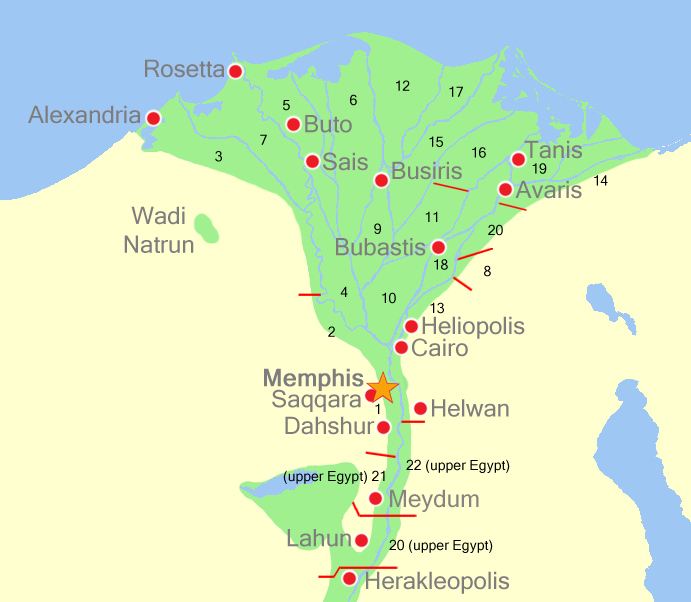
Usytuowanie Busiris wśród miast Delty

Busiris (gr. Βούσιρις, eg. Dżedu) – starożytne miasto położone w środkowej części egipskiej Delty, znane jako ośrodek kultu Ozyrysa.
Stanowisko archeologiczne, obecnie miejscowość Abusir Bana położona w prowincji (muhafaza) Zachodniej Egiptu.

## Rola i znaczenie kultowe
W przeciągu swego istnienia nie odegrało większej roli w wydarzeniach historycznych; wiadomo jedynie, że okresie wpływów asyryjskich (VII w. p.n.e.) było siedzibą wydzielonego władztwa (osobnego księstwa). Natomiast w religijnej tradycji Egipcjan prastare Dżedu powszechnie uważane było za miejsce pochodzenia Ozyrysa i jako jego miasto rodzinne stanowiło jeden z dwóch głównych (obok Abydos) centrów kultowych tego bóstwa. Położone nad wschodnią (damietycką) odnogą Nilu, w odległości 149 km od współczesnego Kairu, było stolicą IX nomu Dolnego Egiptu. „Pan Dżedu” (Neb Dżedu) był starym tytułem Ozyrysa, a nazwa miejsca związana była z przechowywaniem tam cennej relikwii, jaką był kręgosłup boga-męczennika rozciętego na wiele części przez zawistnego i wrogiego mu brata Seta. Ten fragment ciała przedstawiany ikonograficznie w postaci sakralnej kolumny dżed, wśród Egipcjan powszechnie uchodził za symbol trwałości i odrodzenia, a jako hieroglif mógł też służyć do uproszczonego zapisu imienia bóstwa.
Z tego pierwotnego miejsca kult ozyriacki ekspansywnie rozprzestrzeniał się na pozostałe części Egiptu i ocenia się, że proces ten został zakończony u schyłku panowania V dynastii. Nazwę miasta zmieniono następnie na Per-Usir(e), czyli „Dom Ozyrysa”, co w późniejszych czasach przetworzono na greckie Busiris (ostatecznie przekształcone na arabskie Abusir). Stanowiło ono cel licznych pielgrzymek nie tylko z okazji wielkiego święta, jakie upamiętniało śmierć i zmartwychwstanie bóstwa. W jego trakcie obrzędowo odtwarzano przebieg mitycznych wydarzeń, i jako przypadające w dniach 17-18 miesiąca tot pory wylewów (achet), połączone tam było ze świętem umarłych, zwanym Uag.
Kult Ozyrysa cechowało silne powiązanie z kultem żyjącego władcy, dlatego oprócz misteriów ku czci zgładzonego i odradzającego się boga, w Busiris praktykowano też obrzęd znany jako „ustawianie dżed” lub „prostowanie dżed” (saha dżed). Spełniany przez każdego faraona wstępującego na tron, rytuał ten, mający znaczenie ozyryfikacji władcy, polegał podnoszeniu za pomocą lin i przy pomocy kapłanów symbolicznej kolumny i tym samym wyrażał nadzieję na moc i trwałość władzy królewskiej. Miejsce to odgrywało istotną rolę również w obrzędach pogrzebowych zmarłego faraona. Pośmiertnie odbywał on dwie rytualne podróże barką po Nilu: do Busiris, ażeby jako zmarły Ozyrys nawiedził pożegnalnie swych poddanych, i do górnoegipskiegoAbydos dla uczestniczenia w tamtejszych świętach ku czci patronującego mu bóstwa.
Z miasta zniszczonego całkowicie przez Rzymian w 239 n.e. podczas tłumienia powstania chłopów egipskich, zachowały się jedynie resztki świątyni odnowionej w V wieku p.n.e. za panowania perskiego. Przypuszczalnie ten okazały obiekt – w rzeczywistości budowlę imiennie poświęconą Izydzie, a wspomnianą też przez Herodota (Dzieje II 95, 61), wymieniano jako świątynię kultu ozyriackiego, której istnienie ok. połowy XVIII wieku poświadczał też w swej relacji (A Description of the East and Some other Countries. Vol. I: Observations on Egypt, 1743) brytyjski podróżnik Richard Pococke.